# 탄게 사쿠라
탄게 사쿠라(일본어: 丹下 桜, 1973년 3월 24일 ~ )는 일본의 여성 성우 및 가수이다. 1973년 일본 아이치현 하구리 군 기소가와 정 (현 이치노미야시)에 태어나, 도쿄도 짓센여자단기대학 생활문화학과 A계를 졸업하였다.
은퇴 이후에는 단게 사쿠라 라는 이름을 거의 쓰지 않고 음반의 가수명인‘SAKURA’ 라는 이름으로 활동 중이다. 이것에 대해서는 2004년 4월 이후부터 지금까지 진행되고 있는 Cherry a la mode(또는 Sakura a la mode) 프로젝트와 관련있다.

## 인물

### 성우
대학졸업 후 성우가 되기 위해 도쿄 아나운서 아카데미로 진학 후 아오니 프로덕션에 소속된다. 애니메이션 마멀레이드 보이의 사쿠마 스즈로 데뷔하였다. 그 이후 보이스 아이돌로서 인기를 얻게 된다. 1998년 자신의 희망에 따라 오디션에 참가한 카드캡터 사쿠라에서 이름이나 분위기, 목소리 등이 캐릭터와 맞아 배역에 캐스팅되어 이 작품으로 더욱 많은 인기를 모으게 된다. 그러나 2000년 《카드캡터 사쿠라 극장판 2기》를 마지막으로 성우를 은퇴했다.

### 가수
그는 가수로서 이미 1995년 〈Love Stories〉 라는 타이틀의 음반으로 데뷔를 했지만 그녀 자신은 이 음반을 자신의 가수 활동의 시작으로 보지 않고 1996년 코나미 레이블에서 처음 낸 〈Be Myself〉을 그녀의 데뷔로 보고 있으며 1997년에 발매한 싱글 あなたのやり方でだきしめて／True Love은 그녀가 2007년을 가수 10주년으로 맞이한 것으로 알 수 있다시피 가수활동의 시작으로 보고 있다. 그 후 未来からのエアメール를 마지막으로 코나미 레이블을 떠났으며 참고로 그 후에 발매되는 3장의 베스트 음반 〈SAKURA〉 , 〈MARINE〉 , 〈SPUR〉는 2000년과 2001년에 그녀의 개인 사무소를 통해 Little Seraph(2000~2004) 프로젝트를 통해 음반이 발매됐다는 점에서 그녀가 코나미 레이블에서 발매한 3가지 베스트 음반에 대한 결정권이 없는 까닭에 그녀 자신의 의지와 관계 없이 기획사에서 만든 음반이다.
은퇴를 한 2000년 이후 프리랜서가 되어 성우는 그만두었지만 그녀의 개인 사무소를 통해 《Little Seraph》(2000~2004), 《Angel》(2001~2003) , 《Cherry a la mode》(2004~현재) 와 같은 브랜드를 만들어 ‘SAKURA’ 라는 이름으로 가수 활동을 하고 있다.

### 그 후
2005년 이스 6 - 나피쉬팀의 방주에서 성우로써 일시적으로 복귀했지만 이후에는 전혀 성우 활동이 없었으며 가수활동만 계속 전념하고 있는 중이다. 2005년 여름에 사무직 남성과 결혼하고 2007년 3월 21일 그녀의 생일에 맞추어 원더팩토리에서 10주년 기념음반을 발매했으며 과거 코나미 레이블 시절의 노래를 포함해 많은 노래들이 포함되어 있다.

### 복귀
2009년 닌텐도 DS용 게임 러브 플러스의 코바야카와 린코 역으로 다시 성우역을 복귀하였다. TV 애니메이션으로 2009년 4/4분기부터 방영을 시작한 아냐마루 탐정 키르민즈의 하토리 카논 역을 맡고 있다. TV 애니메이션으로는 10년 만의 복귀이므로 많은 이들의 관심을 받고 있다. 현재 성우 전문 방송인 超!A&G+에서 매주 일요일 오후 9시 30분부터 10시까지 丹下桜のRADIO・A・La・Mode의 퍼스널리티를 맡고 있다.

## 출연작

### TV 애니메이션
1993년
- 닌타마 란타로 (유키)

1994년
- 마멀레이드 보이 (사쿠마 스즈)

1996년
- 체포하겠어 (사가 사오리)
- 우주여행사 야트 (마론)

1997년
- 메이즈 폭렬시공 (미르 바루나)
- 번업 Excess (리리카 에벳)

1998년
- 카드캡터 사쿠라 (기노모토 사쿠라)
- 안드로이드 아나운서 마이코 2010 (마이코2010)
- 가사라키 (무라이 스나오)
- 우주비행사 야트 (2기) (마론)

1999년
- 천사가 될거야! (뮤즈)
- 트러블 쵸콜릿 (히나노)
- 인형조종사 사콘 (아키즈키 시호)
- 무한의 리바이어스 (이즈미 코즈에)

2009년
- 아냐마루 탐정 키르민즈 (하토리 카논)
- 날아라 호빵맨 크리스마스 스페셜 (아미쨩)

2011년
- 신만이 아는 세계II (스기모토 요츠바)
- 이것은 좀비입니까? (망상 유 -6화 게스트-)
- 스켓 댄스 (미소라 레미)
- 도그 데이즈 (비오레 아마렛)

2012년
- 아쿠에리온 EVOL (크레아 도로세라)
- 도그 데이즈' (비오레 아마렛)
- 명탐정 코난 독과 환상의 디자인 편 (요네하라 사쿠라코)
- 정말로 오타쿠한 잉글리쉬! 리본쨩 ~영어로 싸우는 마법소녀~ (나나이로 리본)

2018년
- 카드캡터 사쿠라 -클리어 카드 (기노모토 사쿠라)
- 소드 아트 온라인 앨리시제이션 (카디널)

2020년
- 아픈 건 싫으니까 방어력에 올인하려고 합니다 (도라조)

### OVA
1995년
- 이상한 나라의 미유키 (거울의 나라 속) (유리)

1996년
- 번업 W (리리카 에벳)
- 파이어 엠블렘 (시다)

1999년
- 도키메키 메모리얼 (아키호 미노리)

### 게임
1994년
- 슈퍼 리얼 마작PV (하야사카 아키라)

1995년
- 동급생 PCE·SS판 (스즈키 미호)

1996년
- 뿌요뿌요CD통 (바로멧트, 쌍둥이 켓시)
- 페더 리메이크! 엠블렘 오브 저스티스 (코노리 라플레시아)
- LUNAR 더 실버스타 스토리 SS·PS판 (피리아, 페이시아)
- DEAD OR ALIVE (가스미)
- 트루 러브 스토리 (미나미 야요이)
- 아리스 in Cyberland (오오타니 마이)

1997년
- 머니 아이돌 엑스체인저 (미쓰코시 사쿠라)
- 넥스트킹 사랑의 천년왕국 (사프란 집시워드)
- 두근두근 메모리얼 드라마 Vol.1 무지개색 청춘 (아키호 미노리)
- 유구환상곡 (마리아 숏)
- 모모타로 도중기 (키지타)
- 트루 러브 스토리 ~Remember My Heart~ (미나미 야요이)

1998년
- 선굴활용대전 카오스 시드 (히로인, 나레이션)
- 두근두근 메모리얼 드라마 Vol.2 채색의 러브송 (아키호 미노리)

1999년
- 두근두근 메모리얼 드라마 Vol.3 여행의 시 (아키호 미노리)
- DEAD OR ALIVE 2 (가스미, 가스미α(알파))

2005년
- 이스 -나피쉬팀의 방주- (오르하, 키사, 마브)

2009년
- 러브 플러스(고바야카와 린코)

2010년
- Fate/EXTRA (세이버 엑스트라)
- 러브 플러스+(코바야카와 린코)

2011년
- DUNAMIS15 (고토 마나미)

2012년
- NEW 러브 플러스(고바야카와 린코)
- Fate/EXTRA CCC (세이버 엑스트라)

2015년
- 하얀고양이 프로젝트 (엑셀리아)
- [프린세스 커넥트 Re:Dice] (이리야)

2019년